# Макарівська Буда
Макарівська Бу́да — село Макарівської селищної громади Бучанського району Київської області, розташоване за 7 км від с. Забуяння. Відстань до центру громади — 29 км, до обласного центру — 77 км. Площа населеного пункту — 93 га. Кількість населення — 70 осіб, дворів — 115. День села — друга неділя червня.

## Історія
В 1765 році в с. Буда мешкало 5 юдеїв. У 1885 р. тут вже було 19 хат. Назва села походить від слова «буда» — місця в лісі, де виробляються деревне вугілля, поташ, сода.
У 1920 р. було організовано комнезам. Потім була спроба організувати селян у колгосп. За опір радянській владі було заарештовано в 1930 р. двох одноосібників. Зокрема, Мілевського Франца Антоновича та Мілевського Станіслава за статтею 54 по груповій справі «Макарівської релігійно-католицької громади», що «активно проводила антирадянську роботу на селі».
У 1937 р. були розстріляні Адель Антонівна Мілевська та колгоспник Ф. Г. Свинцицький. Вони були поляками.
У перші дні війни в районі села майже місяць тривали бої. 150 жителів брали участь у війні, всі нагороджені орденами та медалями. У 1941—1943 рр. в селі діяла підпільна організація на чолі з Іваном Андрійовичем Хитриченком. У 1943 р. в село прийшли партизани з'єднання С. А. Ковпака.
З визволенням села від нацистської окупації почав знову діяти колгосп ім. Чапаєва.
У 1968 р. було побудовано ФАП.
В «Історії міст і сіл Української РСР» про Макарівську Буду початку 1970-х було подано таку інформацію:

| Макарівська Буда - село, центр сільської Ради, розташоване за 26 км від районного центру та за 20 км від залізничної станції Тетерів. Населення - 300 чоловік. Сільраді підпорядковане село Соболівка. У селі - комплексна бригада колгоспу «Україна» (центральна садиба в с. Забуяння), яка обробляє 1200 га сільськогосподарських угідь, у т. ч. 519 га орної землі, вирощує картоплю, льон. Основний напрям господарства - м'ясо-молочне тваринництво. Допоміжні галузі - садівництво, городництво, бджільництво. У Макарівській Буді є початкова школа, клуб, бібліотека[2]. |

## Відомі люди
28 березня 1935 року у селі народився письменник, поет Мілевський Флоріан Цезарович.